# 佐々木隆 (家政学者)
佐々木 隆（ささき たかし、1949年 - ）は、日本の家政学・法学者・アニメ評論家、東北女子大学教授。

## 来歴
東京都生まれ。1975年早稲田大学法学部卒、同大学大学院修士課程修了、85年上智大学大学院法学研究科博士課程満期退学。東北女子大学教授、図書館長。

## 著書
- 『モナ・リザの家政学』国書刊行会　1991
- 『良寛の詩を読む』国書刊行会　1997
- 『風水で読み解く弘前』北方新社　2001
- 『「千と千尋の神隠し」のことばと謎』国書刊行会　2003
- 『「宮崎アニメ」秘められたメッセージ 『風の谷のナウシカ』から『ハウルの動く城』まで』2005　ベスト新書
- 『古今和歌集入門ことばと謎 和歌の織りなす物語(春歌から夏歌まで)』国書刊行会　2006
- 『謎解き!宮崎・ジブリアニメ 『借りぐらしのアリエッティ』までの成長の軌跡』2010　ベスト新書
- 『良寛　コレクション日本歌人選』笠間書院　2011

## 参考
- 謎解き! 宮崎・ジブリアニメ―『借りぐらしのアリエッティ』までの成長の軌跡
- J-GLOBAL:佐々木 隆